# Jacob Orgen

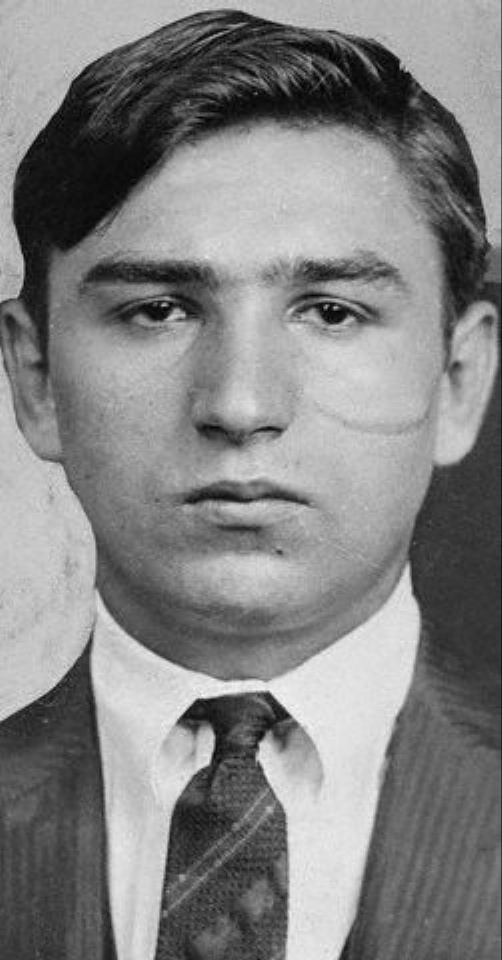
Jacob Orgen

Jacob „Little Augie“ Orgen (* 1894 in Österreich; † 16. Oktober 1927 New York City) war ein US-amerikanischer Mobster und Kopf der „Little Augies“, einer Straßenbande, die während der Alkoholprohibition in den Vereinigten Staaten gewaltsam Arbeitskämpfe unterstützte. Er wird heute der Kosher Nostra zugerechnet.

## Leben
Der unter dem Namen Jacob Orgenstein geborene Orgen entstammt einer jüdisch-orthodoxen Familie der Mittelschicht aus Österreich und wurde durch den Labor Slugger War in New York City allgemein bekannt. Nach der Verhaftung und Verurteilung von Benjamin Fein 1917 formte Orgen seine eigene Bande, deren Mitglieder auch als „Little Augies“ bekannt wurden.
Orgen gelang es, potente Mitglieder wie Louis Buchalter, Jacob Shapiro und Jack Diamond zu rekrutieren. Orgen war mit Solomon Shapiro verbündet und beide waren im Garment District, dem Bezirk, in dem viele „sweatshops“ der Bekleidungsindustrie angesiedelt waren, aktiv.
1923 brach ein Bandenkrieg anlässlich des Streiks der Wäschereimitarbeiter des Bezirks aus. Gegner von Orgen war Nathan Kaplan, welcher am 28. August 1923 von Louis Cohen (alias Louis Kusher) erschossen wurde. Damit wurden Orgen und seine Bande die beherrschende Kraft im „Labor Racketeering“ der Stadt.
Orgen begann sein Schlägermonopol auch für andere Zwecke zu nutzen und stieg unter anderem in den Alkoholschmuggel ein. Mit Jack Diamond betrieb er Flüsterkneipen (englisch Speakeasy). Ohnehin hatte sich die Geschäftsgrundlage geändert, da die Vorfälle bei den Arbeitskämpfen von staatlicher Seite untersucht wurden. Damit begann die Unterwanderung der Gewerkschaften durch die Mobster, wie Meyer Lansky es angeordnet hatte. Orgen blieb beim alten Geschäftsmodell.
Da er sich einerseits nicht an die Anweisungen hielt, und anderseits zum Konkurrenten beim Alkoholschmuggel entwickelt hatte, wurde Orgen am 16. Oktober 1927 wahrscheinlich durch seine ehemaligen Gefolgsleute Louis Buchalter und Jacob Shapiro ermordet. Bei dem „Drive-by-Shooting“ wurde auch der Bodyguard von Orgen, Jack Diamond, verwundet. Buchalter und Shapiro wurden wegen dringendem Tatverdacht zunächst festgenommen, jedoch nicht verurteilt.

## Folgen
Jacob Orgen wurde von seinem Vater auf dem Friedhof Mount Judah Cemetery beerdigt. Sein Grabstein gibt fälschlich sein Todesalter mit 26 Jahren an, obwohl er zum Zeitpunkt seines Todes bereits 33 Jahre alt war. Sein Vater – als strenggläubiger Jude – hatte seinen Sohn bereits mit 26 für tot erklärt, weil er mit diesem Alter die Leitung der Schlägerbande übernommen hatte.
Unter Buchalter wurden nun die Anweisungen von Meyer Lansky umgesetzt, die Gewerkschaften infiltriert und der ursprüngliche Schlägerdienst zu einer Tötungsmaschine erweitert, die als Murder, Inc. für das National Crime Syndicate in den 1930er-Jahren Mordaufträge erledigte.